# Pieter van Mierevelt

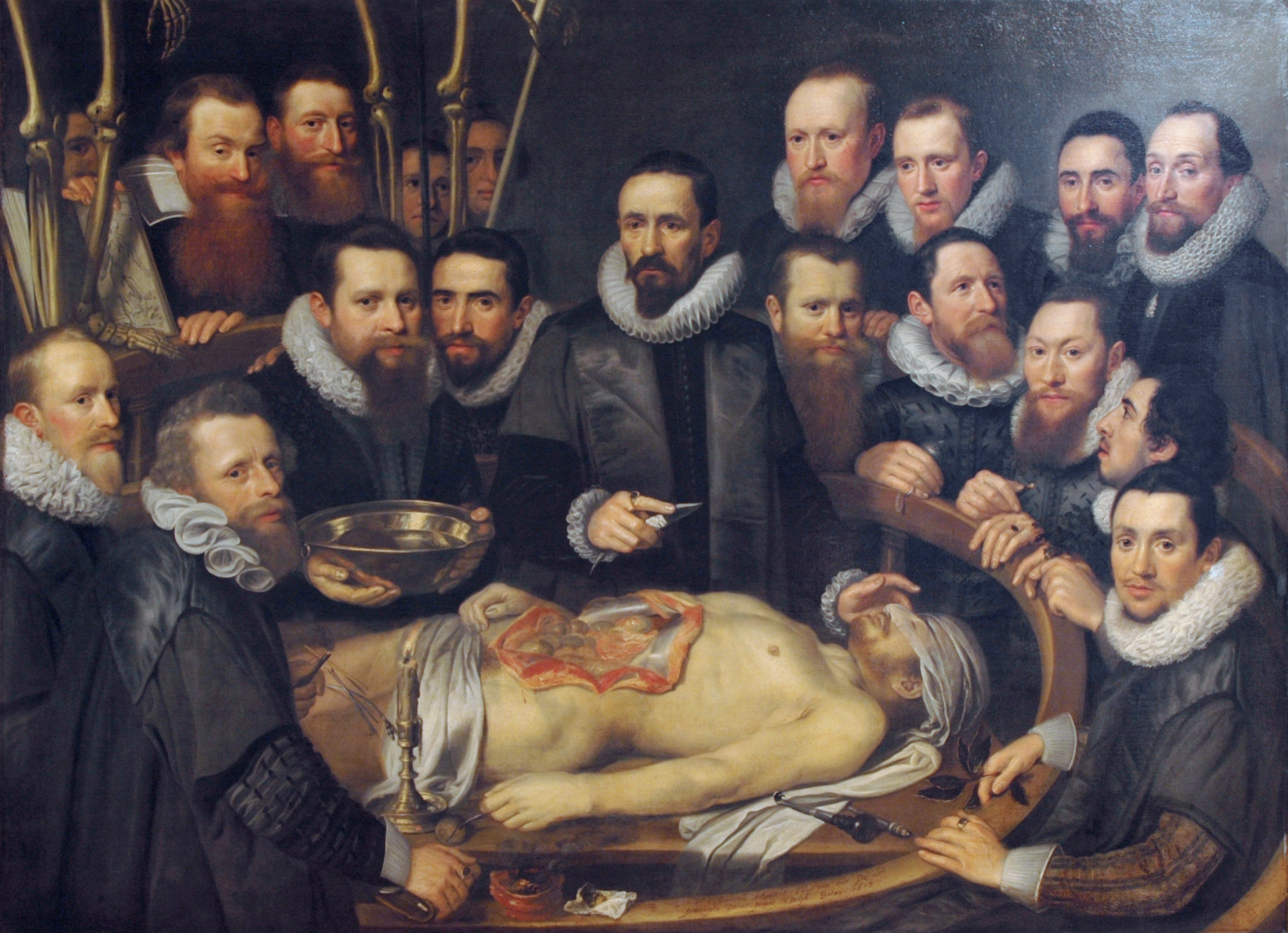
Anatomische les door Dokter van der Meer van Michiel en Pieter van Mierevelt (1617)

Pieter van Mierevelt (Delft, 5 oktober 1596 - aldaar, 11 januari 1623) was een Noord-Nederlandse schilder.
Pieter was een zoon van de bekende schilder Michiel van Mierevelt, door wie hij ook werd opgeleid. Hij trad in de voetsporen van zijn vader en werd schilder en tekenaar. Hij specialiseerde zich voornamelijk in de portretschilderkunst, waarbij hij met olieverf werkte. Zijn carrière speelde zich volledig af in zijn geboortestad Delft. Ondanks zijn veelbelovende loopbaan was zijn leven kort. Toen hij stierf, was hij 26 jaar. Er is enige verwarring over de exacte overlijdensdatum, omdat Arnold Houbraken 1632 als jaar van overlijden noemt. De meest geaccepteerde datum is echter 11 januari 1623.
Pieter bleef ongehuwd en liet geen nakomelingen na. Door zijn werk droeg hij bij aan de traditie van de portretschilderkunst die in zijn familie een belangrijke rol speelde, ook al bereikte hij niet de lange levensduur en de uitgebreide faam van zijn vader.
- Biografisch Portaal: 12083029
- Digitale Bibliotheek voor de Nederlandse Letteren: mier019
- Gemeinsame Normdatei: 138912033
- International Standard Name Identifier: 0000 0001 1578 6999
- Nederlandse Thesaurus van Auteursnamen: 273426206
- RKD-Nederlands Instituut voor Kunstgeschiedenis: 56018
- Union List of Artist Names: 500018589
- Virtual International Authority File: 95523301
- WorldCat: E39PBJwX3GKdGdyVdxXgkFv4MP